# П-3м-7/23

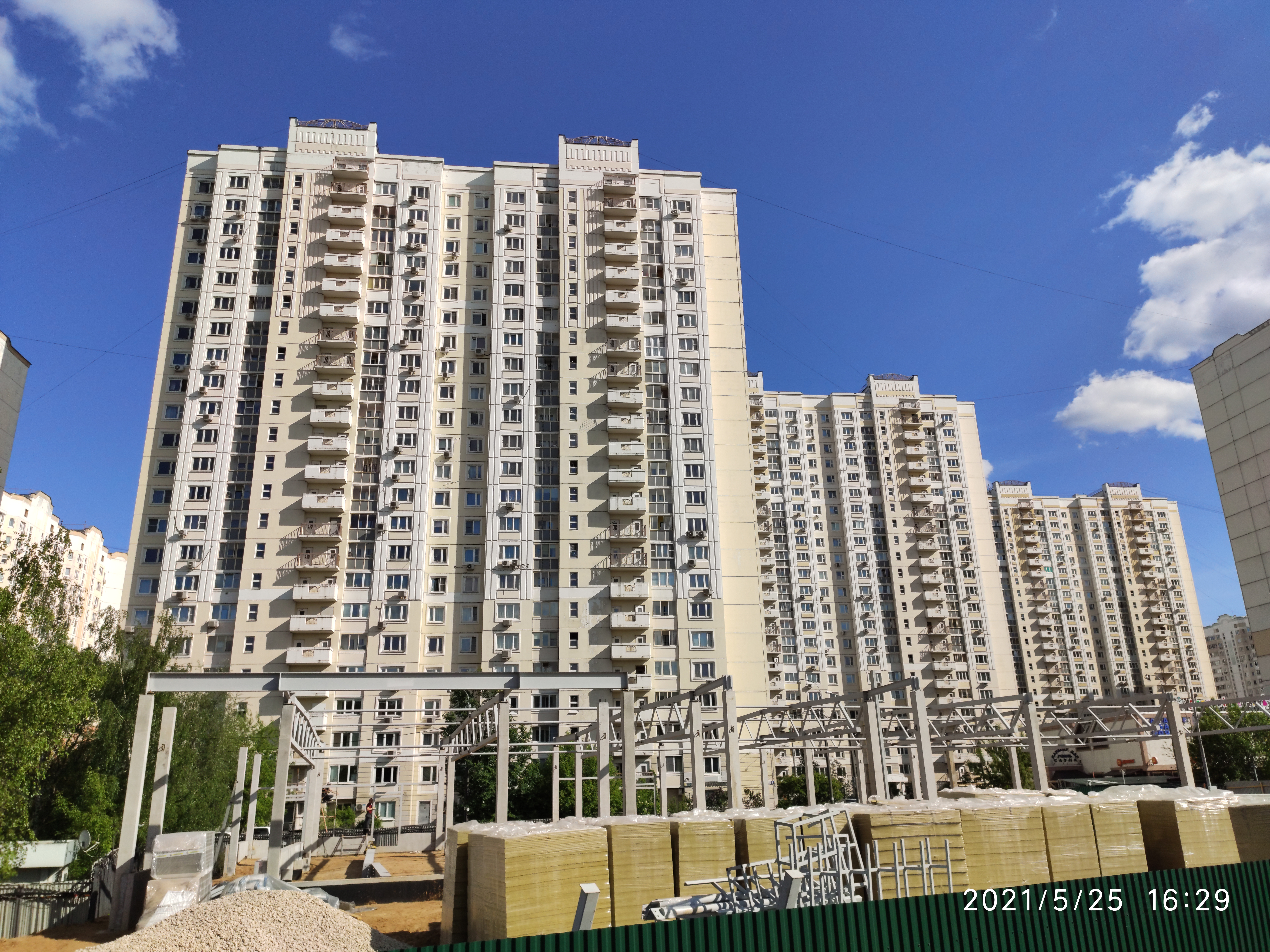
П-3М-7/23 в Павшинской пойме

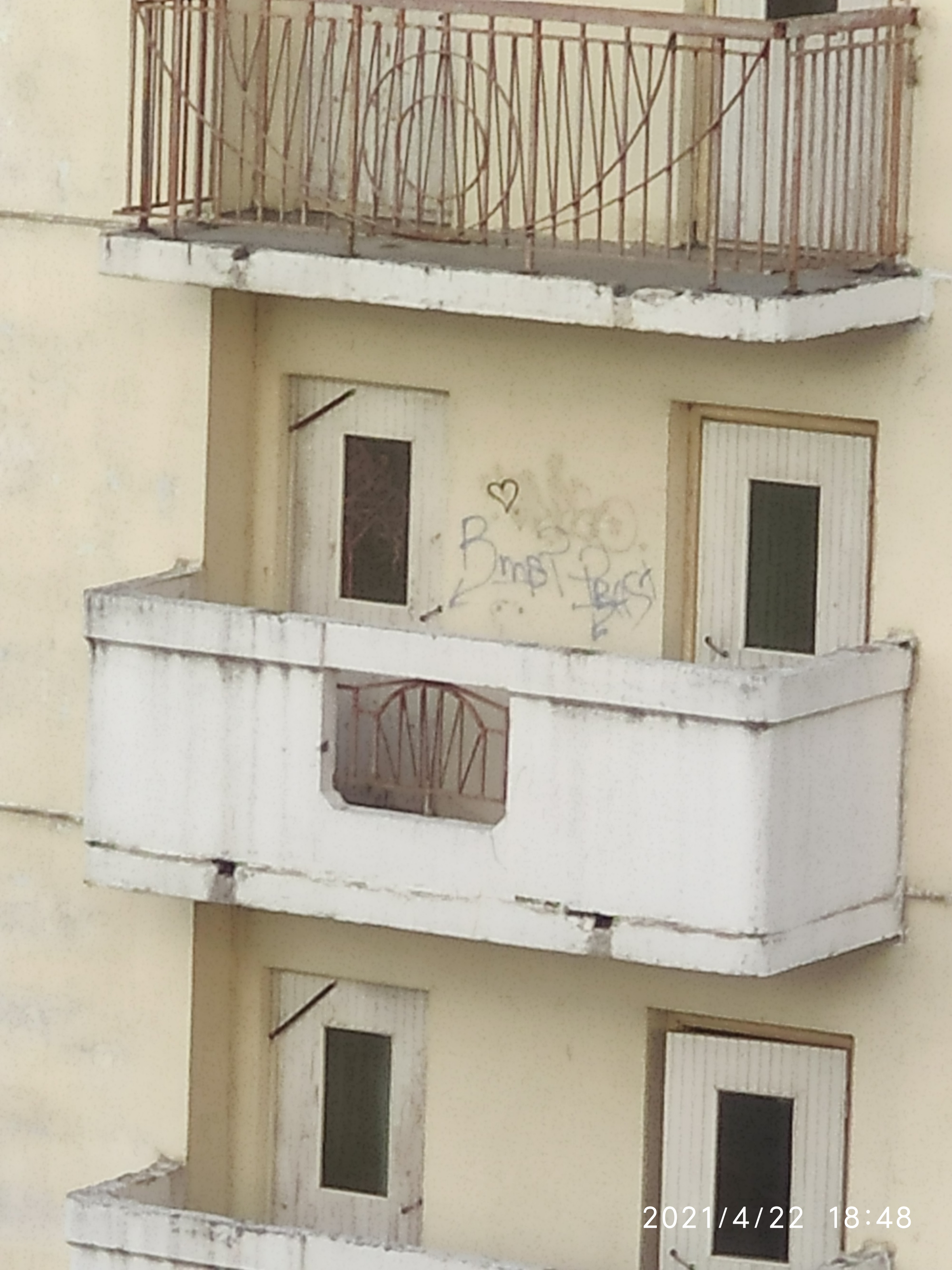
Балконы во дворе

 П-3М-7/23 — одна из панельных серий жилых домов из изолированных блок-секций, разработанная московским проектным институтом МНИИТЭП. Годы строительства — с 2005 по настоящее время.
Является одной из модификация серии П-3М. Данная серия встречается в Москве и Подмосковье.

## Описание

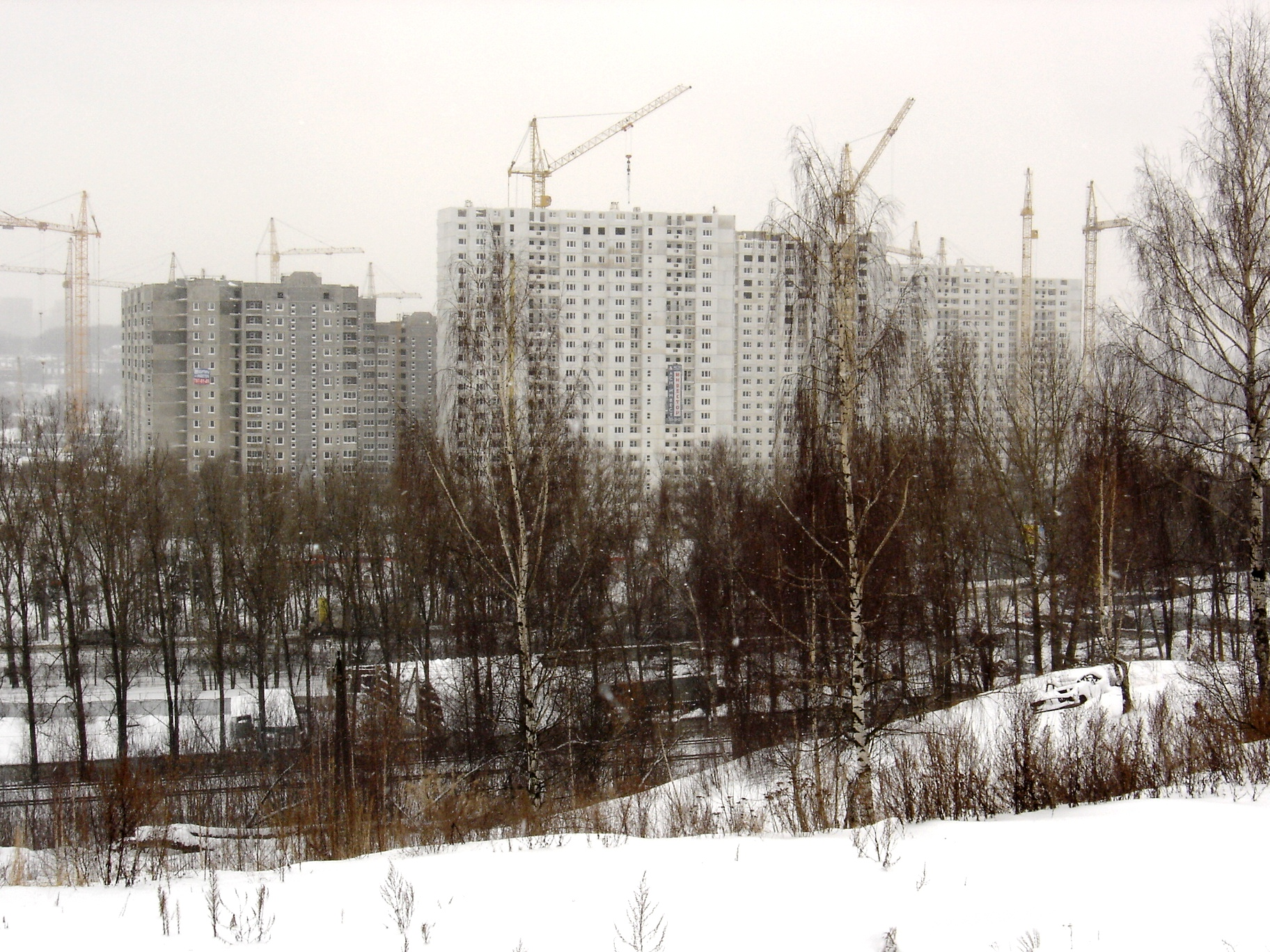
Строительство

Данная серия была разработана на основе серий П-3 и П-3М для их большего соответствия современным требованиям комфортности жилых домов. По сравнению с серией П-3М увеличена общая этажность здания (до 23-х) практически при тех же габаритах рядовой секции, увеличено количество четырёхкомнатных квартир, улучшены объемно-планировочные решения квартир, добавлены лоджии и изменены фасады. Также была переустроена входная группа подъездов, которую перенесли в пределы габаритов здания. К входной группе добавили наружный пандус, а входы в лифты расположили на одном уровне с вестибюлем для доступности маломобильными группами населения. На первом этаже проектом предусмотрено размещение помещения для консьержа с санузлом. По сравнению с домами серии П-З площади квартир увеличены на 15 %, также был добавлен третий лифт и автоматическая система дымоудаления.
Серия П-3 изначально обладала большим запасом прочности, который позволял увеличивать этажность здания в модификациях без изменения его конструктивной схемы. Так, уже к середине восьмидесятых годов здание из шестнадцатиэтажного сделали семнадцатиэтажным, а уже в 1989-м году было произведено опытное строительство 22-этажного здания данной серии. Венцом данных модификаций стала двадцатитрёхэтажная серия П-3М-7/23.
Как и в серии П-3 и П-3 м внутри квартир расположено очень много несущих стен, что не позволяет существенно изменить планировку при ремонте квартиры. Однако, и не несущих перегородок (особенно в двухкомнатных квартирах) стало больше. Так как дома данной серии, в основном, строились после 2007 года, после которого их проектировали с защитой от прогрессивного разрушения, то выполнение в них проёмов в несущих стенах запрещено автором проекта дома. Такое затрагивание несущих стен, по их утверждению, нарушает защиту здания от прогрессивного нарушения. По той же причине запрещено демонтировать даже подоконные блоки оконно-дверных проёмов при выходе на балкон или лоджию. Проём в несущей стене допускается выполнять только в том случае, если в этом месте сделана специальная заранее предусмотренная ниша.

## Основные характеристики
| Количество секций (подъездов) | от 2 и более                                                         |
| Этажность                     | 18-23, наиболее распространены 23-эт. секции, первые этажи — нежилые |
| Высота потолков               | 2.64                                                                 |
| Лифты                         | пассажирский и 2 грузопассажирских                                   |
| Балконы                       | во всех квартирах, остекляются застройщиком                          |
| Количество квартир на этаже   | 4                                                                    |
| Перспектива сноса             | не предполагается                                                    |

## Площади квартир
| Комнатность          | Общая, м² | Жилая, м² | Кухня, м² |
| 1-комнатная квартира | 42-43     | 18        | 10        |
| 2-комнатная квартира | 62-64     | 32-33     | 10-10.2   |
| 3-комнатная квартира | 85-89     | 50-52     | 10-11     |
| 4-комнатная квартира | 104-109   | 64-66     | 11        |

## Строительные конструкции
| Лестницы                 | Сборные железобетонные, незадымляемые, имеется выход на общий балкон.                                                             |
| Мусоропровод             | С загрузочным клапаном на каждом этаже                                                                                            |
| Вентиляция               | Естественная вытяжная через вентблоки                                                                                             |
| Наружные стены           | Трехслойные железобетонные навесные панели с эффективным утеплителем, общая толщина стен 325 мм.                                  |
| Внутренние стены         | Поперечные выполнены из сборных железобетонных плит толщиной 18 см, продольные- из сборных железобетонных панелей толщиной 14 см. |
| Межкомнатные перегородки | Гипсобетонные панели толщиной 8 см.                                                                                               |
| Междуэтажные перекрытия  | Крупноразмерные полнотелые (беспустотные) железобетонные плиты толщиной 14 см размером «на комнату»                               |
| Несущие стены            | Сборные железобетонные плиты толщиной 14 и 18 см.                                                                                 |
| Тип кровли               | плоская рулонная двухслойная из материала «филизол»                                                                               |

## Примечание
1. ↑  Шерешевский И.А. Конструкции гражданских зданий. — М.: Архитектура-С, 2005.